# Grand Labbe
Stercorarius skua
Pour les articles homonymes, voir Skua.
Espèce
Statut de conservation UICN

 LC  : Préoccupation mineure
Le Grand Labbe (Stercorarius skua, anciennement Catharacta skua), dit aussi Skua ou Grand Skua, est une espèce d'oiseaux de la famille des Stercorariidae, la plus grande espèce de labbe. Il fréquente les mers et rivages de l'Atlantique nord et de la Méditerranée occidentale.

## Description
Long de 52 à 65 cm, cet oiseau peut atteindre 140 cm d'envergure pour une masse de 1 600 g. Son plumage est uniformément brun foncé avec des bandes blanches à la base des rémiges.

## Grand prédateur
Le Grand Labbe décime les volées de pétrels, de puffins et de prions, pourchasse les pingouins et achève les animaux malades ou, dans les îles, les lapins. Parfois même, il dévore ses propres petits. Le Grand Labbe (skúgvur en féroïen) n'attaque pas l'homme mais plonge au-dessus de sa tête si ce dernier semble menacer les deux œufs qu'il couve ou les deux oisillons auxquels il donne généralement naissance chaque saison.

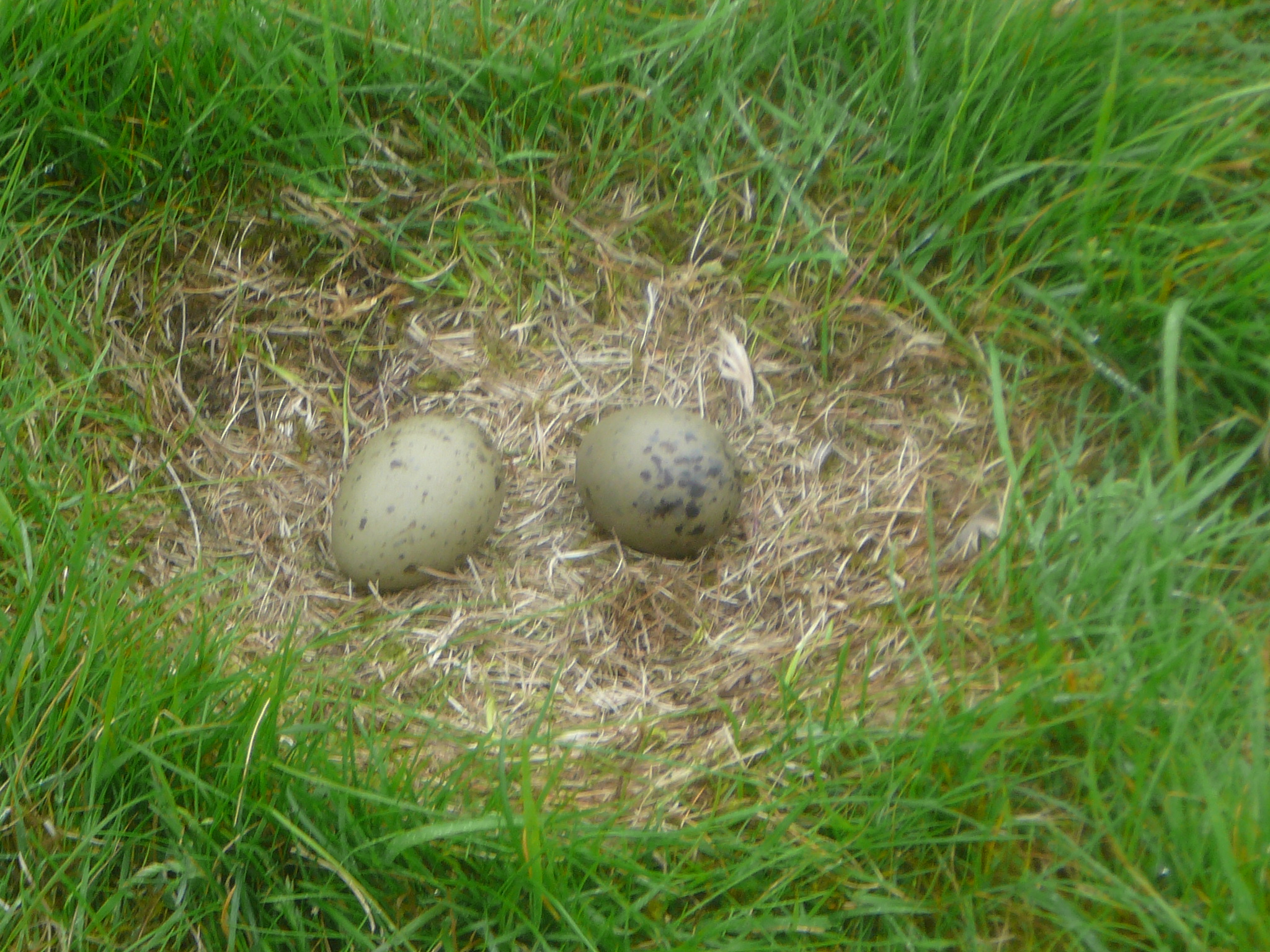
Œufs de Grand Labbe au mois de juin à Ingólfshöfði, Islande

La nidification a lieu au printemps, à la fin mai et en juin, comme observé en Islande par exemple. Les adultes en bonne santé n’ont pas d'autres prédateurs naturels que l'Aigle royal et le Pygargue à queue blanche.
Des études ont montré qu'il profitait de la nuit pour s'attaquer aux colonies de pétrels.

## Galerie

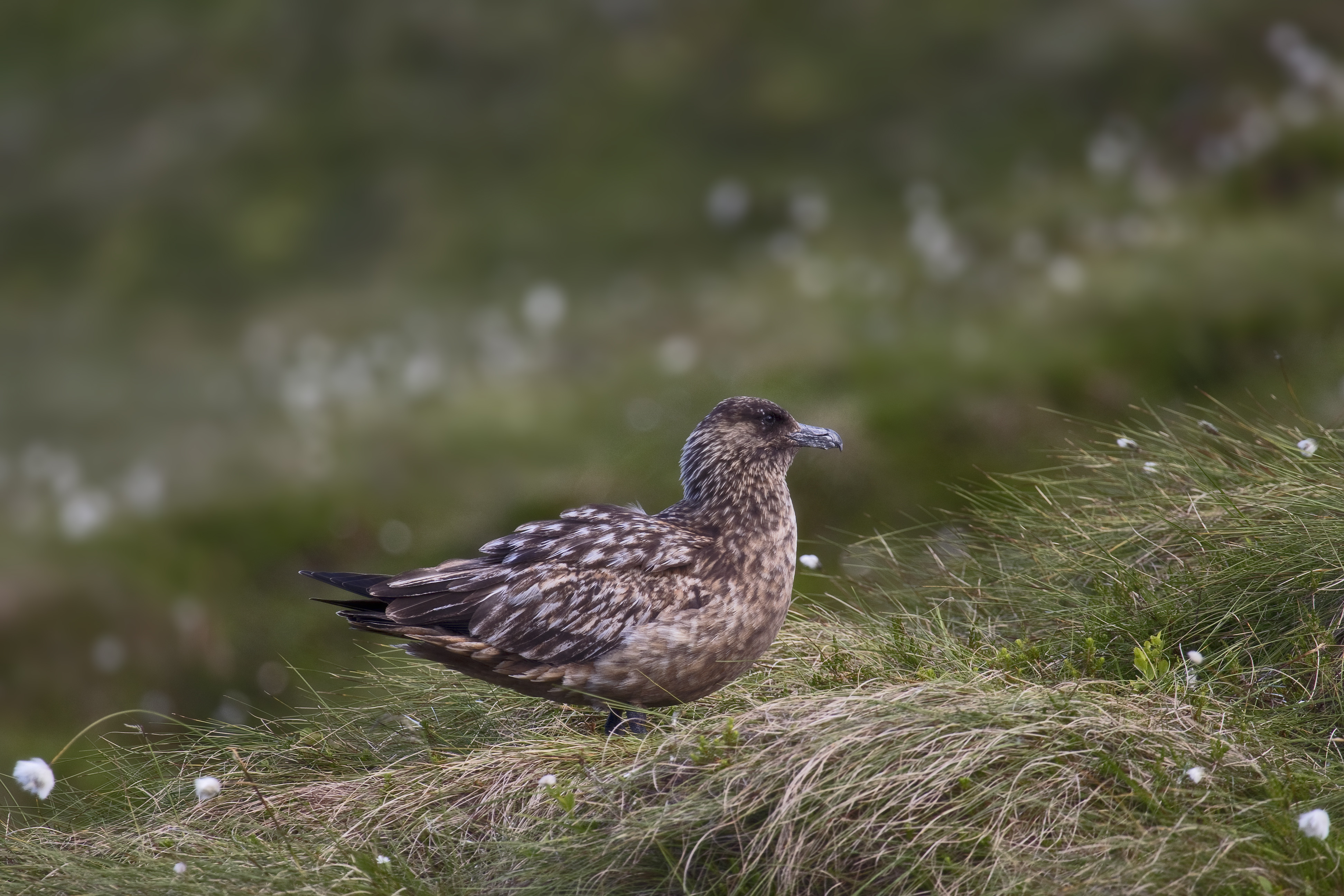
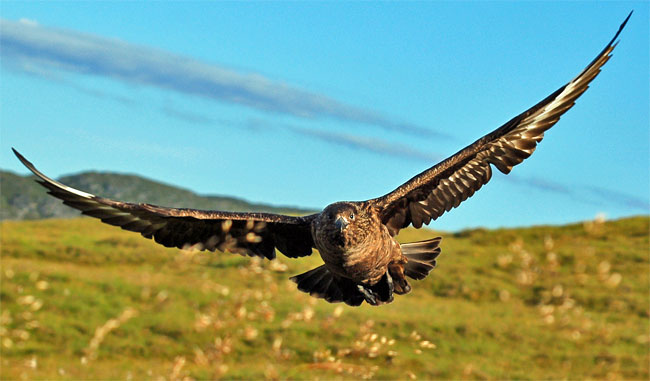
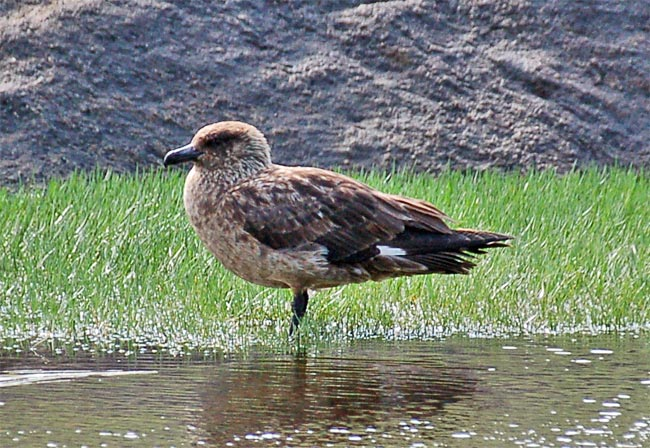

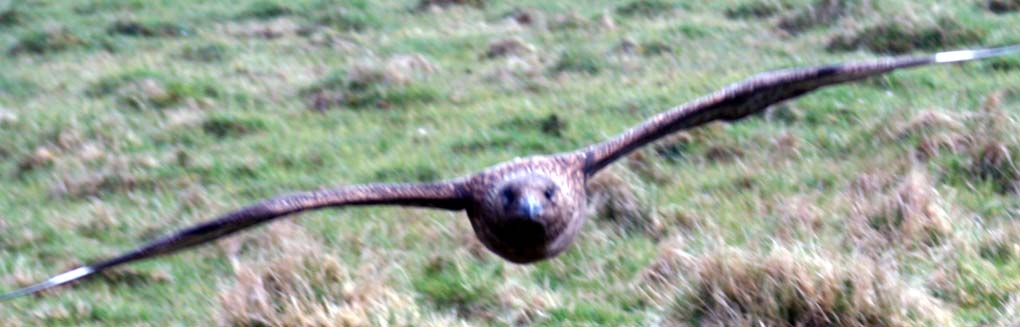
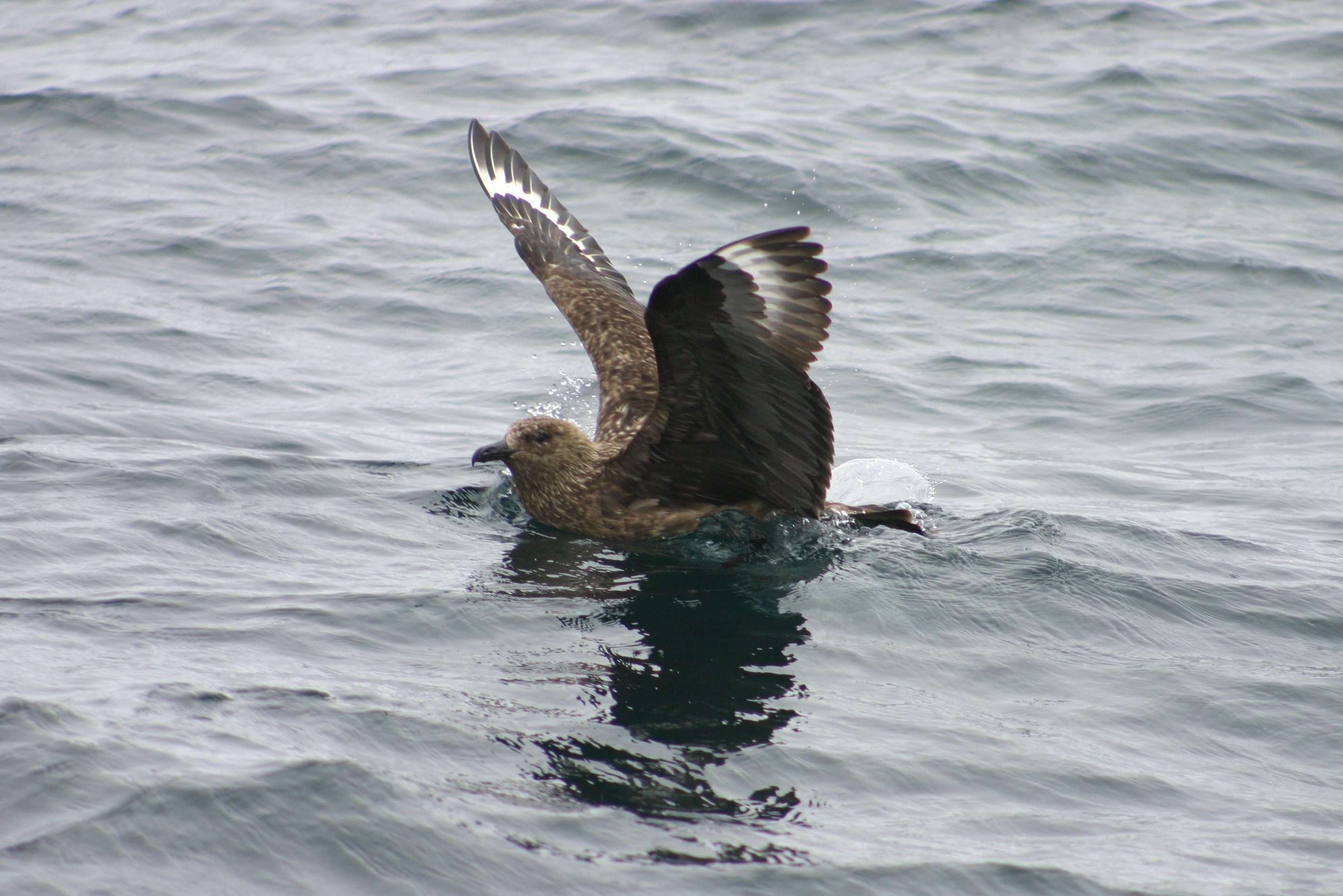
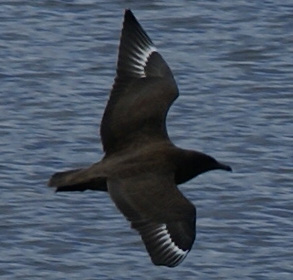
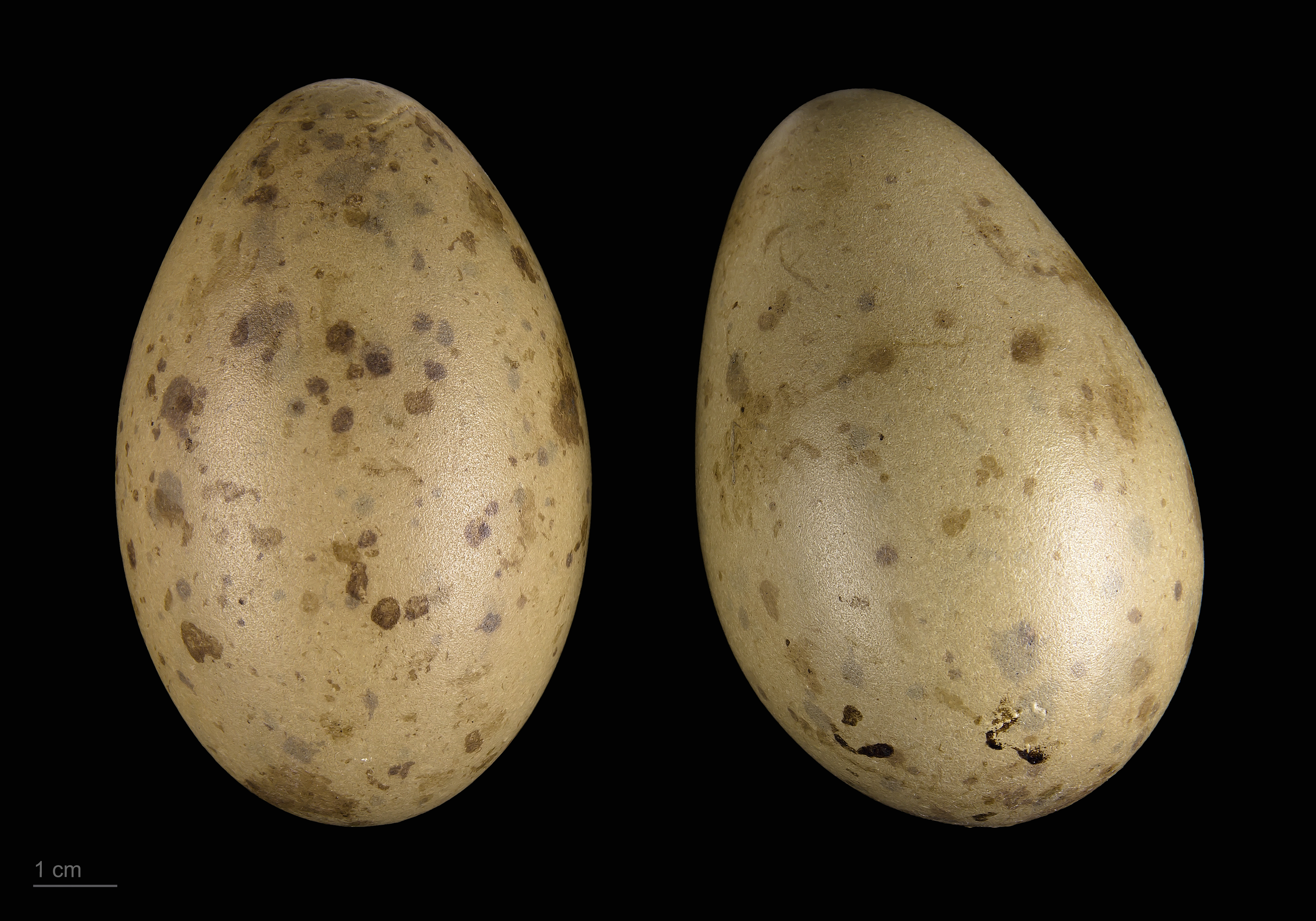
Œuf de Stercorarius skua -  Muséum de Toulouse

## Le Grand labbe et l'homme
Il a donné son nom à un avion de combat embarqué des années 1930, le Blackburn Skua.